# Dvor Grič
Dvor Grič (nemško Gritsch) je stal v naselju Zagrič  v občini Šmartno pri Litiji.

## Zgodovina
Dvor Grič je bil zgrajen v 17. stol. in je bil porušen že pred drugo vojno.